# Autódromo Internacional Ayrton Senna (Goiânia)
El Autódromo Internacional Ayrton Senna es un circuito de carreras de deportes de motor ubicado en Goiânia, Brasil. De 1987 a 1989 fue sede del Gran Premio de Brasil de motociclismo de MotoGP.

## Diseño del circuito

Circuito Mixto (1974-presente)
Circuito externo (1974-presente)
Circuito corto (1974-presente)

## Eventos
Actuales
- Agosto: Moto 1000 GP
- Octubre: Moto 1000 GP
- Noviembre: Stock Car Pro Series, TCR South America, TCR Brasil, Turismo Nacional BR
- Diciembre: Império Endurance Brasil

Futuro
- Campeonato del mundo de motociclismo
  - Gran Premio de Brasil de Motociclismo (1987-1989, 2026)

Anteriores
- Brasileiro de Marcas (2014-2018)
- Campeonato Brasileño de Fórmula 3 (2014, 2016-2017)
- Copa Truck (2017–2024)
- Campeonato Brasileño de F4 (2022-2024)
- Fórmula 3 Sudamericana (1988–1993, 1995–1997)
- Fórmula Truck (1996–2005, 2007–2009, 2011–2016)
- Campeonato GT3 Brasil (2007)
- Serie NASCAR Brasil (2020-2024)
- Porsche Cup Brasil (2015-2018, 2020-2024)
- Stock Car Brasil
  - Stock Car Corrida do Milhão (2014-2015, 2018)
- Stock Series (2000-2001, 2014-2022, 2024)

## Récords de vuelta
A julio de 2024, los récords oficiales del circuito son:
| Categoría                                            | Tiempo                                            | Piloto                                            | Vehículo                                          | Evento                                             |
| Mixed Grand Prix Circuit: 3.835 km (1974–present)    | Mixed Grand Prix Circuit: 3.835 km (1974–present) | Mixed Grand Prix Circuit: 3.835 km (1974–present) | Mixed Grand Prix Circuit: 3.835 km (1974–present) | Mixed Grand Prix Circuit: 3.835 km (1974–present)  |
| ---------------------------------------------------- | ------------------------------------------------- | ------------------------------------------------- | ------------------------------------------------- | -------------------------------------------------- |
| Formula 3                                            | 1:17.245                                          | Christian Hahn                                    | Dallara F309                                      | 2016 Goiânia F3 Brasil round                       |
| Prototype                                            | 1:17.880                                          | Beto Ribeiro                                      | Metalmoro JLM AJR                                 | 2021 Goiânia Endurance Brasil round                |
| Stock Car Brasil                                     | 1:23.545                                          | Thiago Camilo                                     | Chevrolet Sonic                                   | 2014 Corrida do Milhão                             |
| Copa Porsche Carrera                                 | 1:23.875                                          | Alceu Feldmann                                    | Porsche 911 (992) GT3 Cup                         | 2022 Goiânia Porsche Sprint Challenge Brasil round |
| Formula 4                                            | 1:24.150                                          | Rogério Grotta                                    | Tatuus F4-T421                                    | 2024 1st Goiânia F4 Brazil round                   |
| 500cc                                                | 1:26.980                                          | Eddie Lawson                                      | Honda NSR500                                      | Gran Premio de Brasil de Motociclismo de 1989      |
| GT3                                                  | 1:28.143                                          | Cláudio Ricci                                     | Ferrari F430 GT3                                  | 2007 Goiânia GT3 Brasil round                      |
| 250cc                                                | 1:29.260                                          | Luca Cadalora                                     | Yamaha TZR250                                     | Gran Premio de Brasil de Motociclismo de 1989      |
| TCR                                                  | 1:29.416                                          | Alceu Feldmann                                    | CUPRA León Competición TCR                        | 2022 Goiânia TCR South America round               |
| Stock Series                                         | 1:30.581                                          | Raphael Reis                                      | Chevrolet Cruze JL-G12                            | 2022 2nd Goiânia Stock Series round                |
| NASCAR Brasil                                        | 1:37.803                                          | Luan Lopes                                        | Ford Mustang NASCAR Brasil                        | 2023 1st Goiânia NASCAR Brasil round               |
| Turismo Nacional BR                                  | 1:44.574                                          | Gustavo Mascarenhas                               | Fiat Uno                                          | 2022 1st Goiânia Turismo Nacional Brasil round     |
| Carreras de camiones                                 | 1:49.041                                          | Beto Monteiro                                     | Volkswagen Truck                                  | 2020 1st Goiânia Copa Truck round                  |
| External Grand Prix Circuit: 2.590 km (1974–present) |                                                   |                                                   |                                                   |                                                    |
| Stock Car Brasil                                     | 0:47.622                                          | Antonio Felix da Costa                            | Chevrolet Cruze Stock Car                         | 2018 Corrida do Milhão                             |
| Stock Series                                         | 0:53.196                                          | Vitor Baptista                                    | Chevrolet Cruze JL-G12                            | 2022 1st Goiânia Stock Series round                |
| NASCAR Brasil                                        | 0:57.270                                          | Cayan Chianca                                     | Chevrolet Camaro NASCAR Brasil                    | 2024 Goiânia NASCAR Brasil round                   |